# Cruiser Mk II (A10)
De Cruiser, Mk II (A10), werd ontwikkeld samen met de A9, en was bedoeld als zwaardere infanterietank. In praktijk vielen de prestaties tegen en de tank werd geherclassificeerd als zware cruiser tank. Het is aan het begin van de Tweede Wereldoorlog ingezet in Noord-Frankrijk en in Libië. In totaal zijn er 175 exemplaren van gemaakt in de periode 1938-1940.

## Beschrijving
In de jaren dertig paste in de doctrine van het Britse leger twee soorten tanks:
- cruiser tank, een cavalerietank, voor de verkenning, het exploiteren van doorbraken en het achtervolgen van een verslagen vijand. Snelheid was vitaal en deze tanks kregen veelal een licht pantser.
- infanterietank voor het ondersteunen van de infanterie bij het doorbreken van zwaar versterkte stellingen. De tanks trokken op met de infanterie waardoor een lage snelheid geen probleem opleverde. Het pantser was ook dikker om een betere bescherming te bieden tegen vijandig vuur uit de stellingen.

De A10 werd ontwikkeld door Sir John Carden van Vickers in 1934 door de A9, de eerste echte cavalerietank, aan te passen. De twee kleinere torens aan de voorzijde van de A9 werden verwijderd en extra pantser aan de voorzijde bevestigd. Op andere plaatsen werd het pantser ook verstevigd tot maximaal 30mm. Het gevolg was dat de tank twee ton zwaarder woog dan de A9. Bij het gebruik van dezelfde motor halveerde de snelheid bijna van 26 mph naar 16 mph.
In 1936 werd een prototype geleverd en deze voldeed niet aan de verwachtingen. Het was een compromistank; te langzaam voor een cavalerietank en het pantser was onvoldoende dik voor een infanterietank. Onder druk van de oorlogsdreiging werd in 1938 toch een order geplaatst. De eerste tanks werden in december 1939 aan het leger geleverd.
De geschutskoepel kreeg een 2-ponder kanon, met een kaliber van 40mm, en een coaxiaal .303 inch (7,7mm) Vickers machinegeweer. De A10 kon 100 granaten meenemen. In de romp van de tank was nog een Besa 7,92mm-machinegeweer gemonteerd, rechts van de bestuurder. Het voordeel van de extra bewapening werd enigszins tenietgedaan door de complexiteit van twee verschillende kaliber machinegeweer patronen. In totaal konden ruim 4050 patronen worden meegevoerd. De tank had een bemanning van vijf: commandant, bestuurder, schutter, lader en schutter voor het Besa machinegeweer. De ruimte was open, er was geen afscheiding tussen bemanning en motor. De motor was een zescilinder benzinemotor model AEC Type A 179, met een cilinderinhoud van 9,64 liter. Het had een vermogen van 150 pk (111,9 kW) bij 2200 toeren per minuut. De versnellingsbak telde vijf versnellingen voor- en een achteruit.
In juli 1938 was de A10 toch in productie gekomen. In totaal zijn er 175 van gemaakt, waarvan 30 in de CS, Close Support, versie. De eerste order was voor 100 exemplaren. Hiervan zijn er 45 gemaakt door Birmingham Railway Carriage and Wagon Company, 45 bij Metropolitan-Cammell en 10 door Vickers. In 1939 werd een vervolgorder voor nog eens 75 exemplaren geplaatst bij Birmingham Railway Carriage and Wagon Company.

## Versies

### Mk II (A10 Mk I)

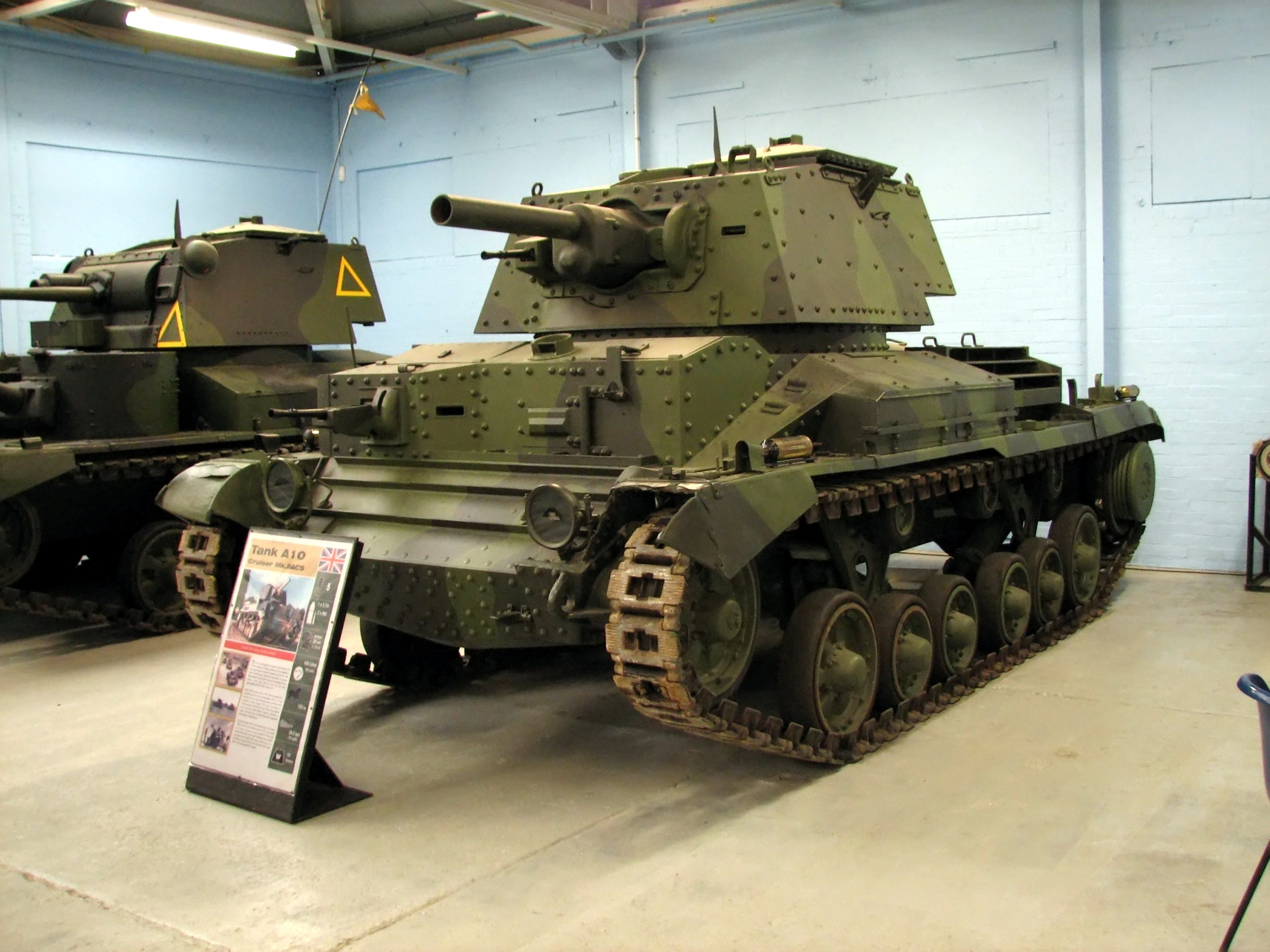
Cruiser MkIIA CS

Werd als een zware cavalerietank geclassificeerd en 31 stuks gingen mee met de Britse 1ste pantserdivisie naar Frankrijk.

### Mk IIA (A10 Mk IA)
Het coaxiaal Vickers machinegeweer werd vervangen door het Besa 7,92mm-machinegeweer waarmee het probleem van twee verschillende soorten munitie werd vermeden. De radio kreeg een extra pantser bescherming.

### Mk IIA CS (A10 Mk IA CS)
Deze versie was voor vuursteun op korte afstand (Close Support; CS). Het was bewapend met een 3,7 inch (94 mm) houwitser in de geschutskoepel. Het schoot voornamelijk rookgranaten, maar er was ook een brisantgranaat beschikbaar.

## Gebruik

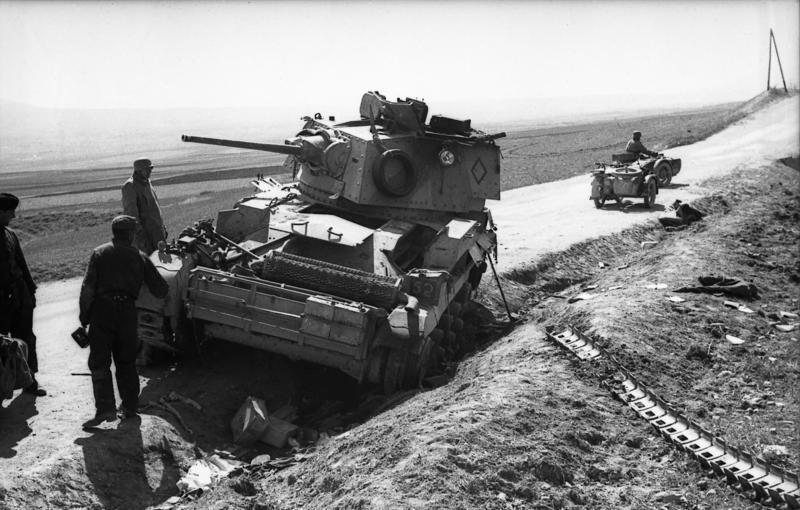
Beschadigde Cruiser Mk II in Griekenland, 1941.

Ongeveer 31 exemplaren van de A10 zijn met het Britse leger naar Frankrijk gestuurd aan het begin van de Tweede Wereldoorlog. Ondanks de tegenvallende resultaten in het terrein werden de tanks, wegens gebrek aan modernere tanks, ook in Noord-Afrika ingezet tegen het Italiaanse leger. Ze zijn onder andere ingezet bij de verdediging van Tobroek in 1941. Voor de verdediging van Griekenland heeft het 3e Royal Tank Regiment zo'n 60 exemplaren gebruikt. De gevechtsprestaties waren in orde, maar toch zijn de meeste tanks verloren gegaan door mechanische problemen.